# Touligny
Touligny ist eine französische Gemeinde mit 82 Einwohnern (Stand 1. Januar 2022) im Département Ardennes in der Region Grand Est Sie gehört zum Kanton Nouvion-sur-Meuse im Arrondissement Charleville-Mézières.
Nördlich des Dorfes erstreckt sich der Wald Bois Murguet. Im Jahr 1968 wurde das nördlich des Waldes gelegene Dorf Hocmont an Touligny angegliedert. Die Gesamtfläche der Gemarkung umfasst 7,26 km².

## Bevölkerungsentwicklung
| Jahr                       | 1962 | 1968 | 1975 | 1982 | 1990 | 1999 | 2006 | 2019 |
| -------------------------- | ---- | ---- | ---- | ---- | ---- | ---- | ---- | ---- |
| Einwohner                  | 84   | 80   | 80   | 71   | 89   | 89   | 71   | 86   |
| Quellen: Cassini und INSEE |      |      |      |      |      |      |      |      |

## Persönlichkeiten
- Étienne Riché (1883–1934), Abgeordneter (RI), Unterstaatssekretär
- Jean Rogissart (1894–1961), Schriftsteller und Preisträger des Prix Renaudot 1937 mit dem Roman Mervale, war in Touligny Lehrer

## Siehe auch

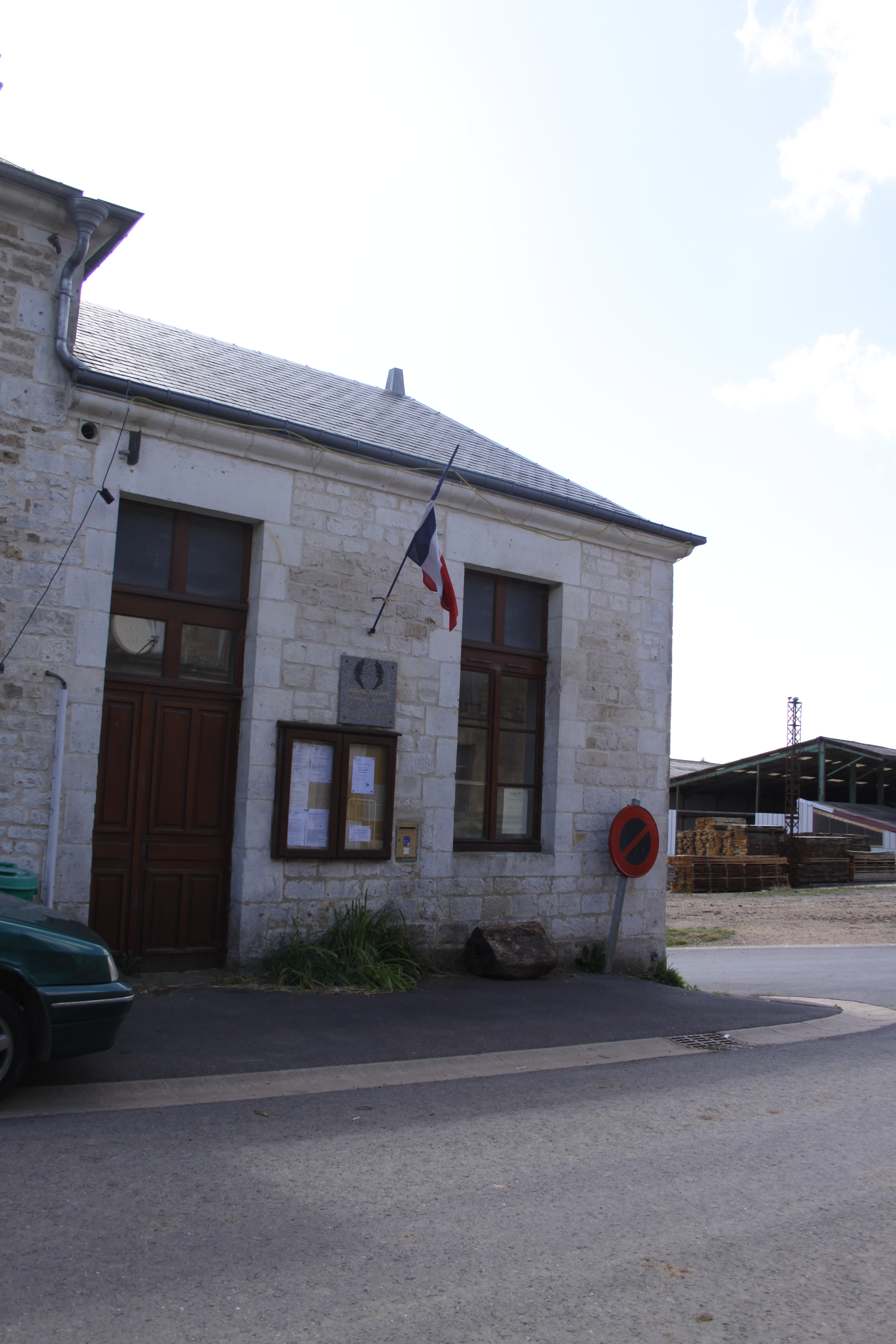
Mairie Touligny